# ジノテフラン
ジノテフラン（英: Dinotefuran）は、三井化学によって開発されたネオニコチノイド系殺虫剤である。

## 作用機序
ニコチン性アセチルコリン受容体を阻害することで昆虫の神経系に作用する。ジノテフランを含むネオニコチノイド系農薬はミツバチの大量死との関連が指摘されており、開花期には散布するべきではない。

## 用途
カメムシ、アブラムシ、コナジラミ、アザミウマ、ハモグリバエ、カイガラムシ、シロアリ、ゴキブリなどの広範な害虫に対して殺虫活性を持つ。また、獣医学においてもペットのノミ・マダニ予防薬として使用されている。ピリプロキシフェンやペルメトリンと併用される。